# رام کنندگان اژدها
رام کنندگان اژدها که با نام  دختران تکواندو نیز شناخته می‌شود  (به چینی: 女子跆拳群英會) یک فیلم اکشن و رزمی محصول سال ۱۹۷۵ سینمای هنگ کنگ است. این دومین فیلم بلندی است که جان وو کارگردانی می‌کند، پس از اژدهای جوان در سال ۱۹۷۴.